# Historia de la Rusia Soviética y la URSS (1917-1927)
La historia de la Unión Soviética tiene sus raíces en la Revolución Rusa de 1917. Los bolcheviques, al mando de Vladímir Lenin, surgieron como la principal fuerza en la capital del antiguo Imperio Ruso, aunque tuvieron que luchar en una larga y brutal Guerra civil contra los blancos. Los bolcheviques fueron conocidos como el Partido Obrero Socialdemócrata de Rusia (bolchevique), y su Ejército Rojo ganó finalmente la Guerra civil. En el territorio del antiguo Imperio Ruso surgió la República Soviética de Rusia (RSFSR), junto con la República Soviética de Ucrania, la República Soviética de Bielorrusia y República Democrática Federal de Transcaucasia, que finalmente en 1922 se unieron y formaron la Unión de Repúblicas Socialistas Soviéticas o simplemente URSS.

## Revoluciones de 1917
Durante la Primera Guerra Mundial, el Imperio Ruso experimentó la hambruna y el colapso económico. El desmoralizado Ejército Imperial Ruso sufrió muchos reveses militares, y muchos soldados desertaron del frente de batalla. El descontento con la monarquía y su política de continuar en la Guerra crecieron. El Zar Nicolás II abdicó en febrero de 1917 como consecuencia de disturbios generalizados en Petrogrado que llevaron a la Revolución de Febrero.
Un Gobierno Provisional Ruso fue instalado en ese momento, encabezado primero por el príncipe Gueorgui Lvov, y luego por Aleksándr Kérenski, pero este mantuvo su compromiso de seguir en la guerra formando parte de la Triple Entente, a pesar de los llamamientos generalizados de algunas fuerzas políticas rusas para buscar una solución pacífica. El Gobierno provisional también fue posponiendo la aprobación de las reformas agrarias exigidas por los campesinos, que representaban más del 80% de la población, así como la convocatoria de una Asamblea constituyente.
Dentro de los militares, el motín y la deserción fueron generalizados entre los  reclutas; la intelligentsia estaba insatisfecha por la lentitud de las reformas; la pobreza se fue agravando; y las disparidades de ingresos y la desigualdad se multiplicaban, mientras el Gobierno provisional se hizo más y más autocrático y parecía a punto de sucumbir a una junta militar. Los soldados regresaron a las ciudades y entregaron sus armas a los furiosos trabajadores socialistas de las fábricas. Las condiciones en las zonas urbanas fueron terreno fértil para la Revolución de Octubre de 1917.

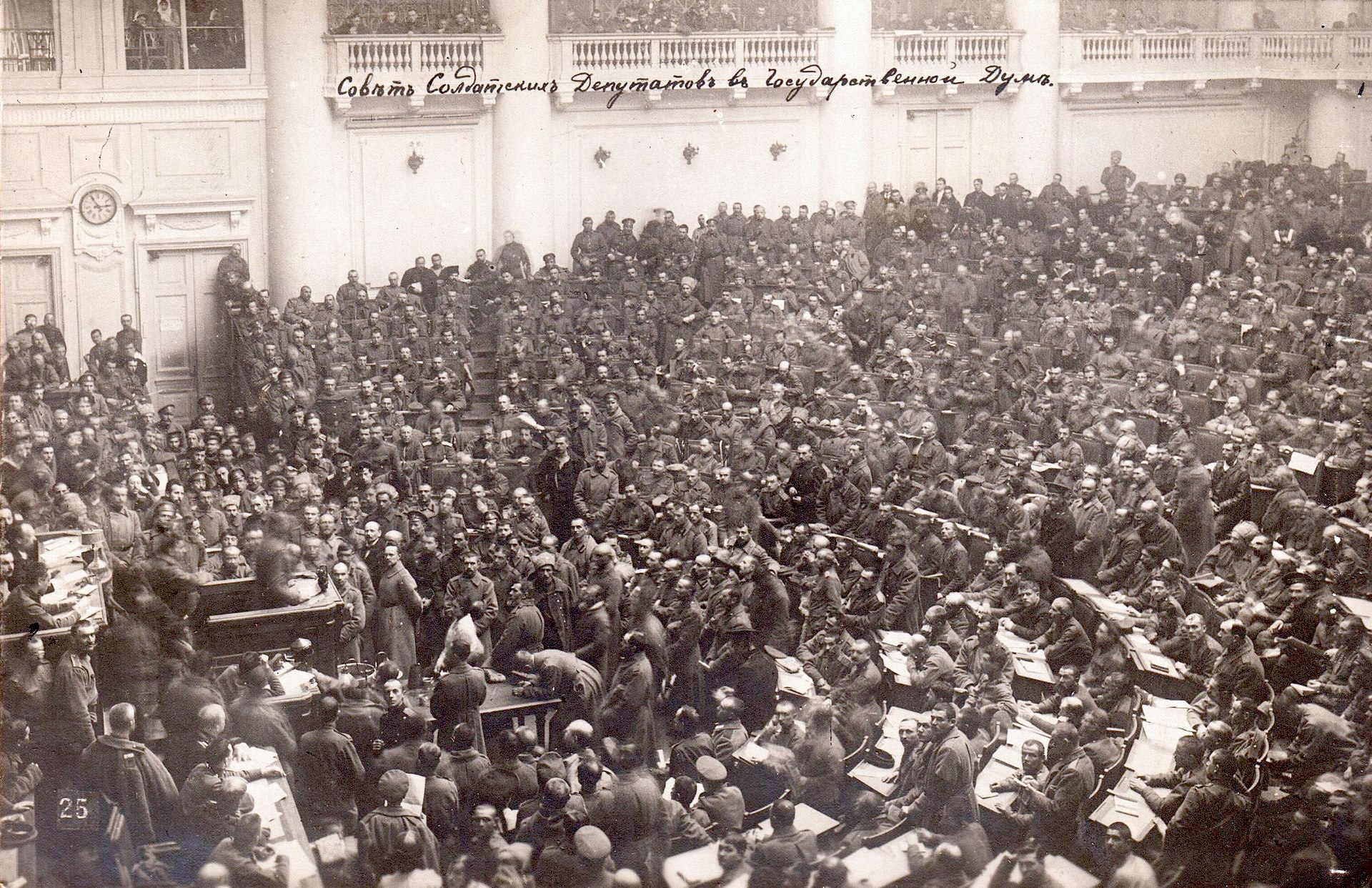
El Soviet de Petrogrado en 1917

Entre febrero y octubre de 1917, el poder del Gobierno provisional fue consecuentemente cuestionado. Un sistema de “doble poder” surgió, pues mientras el Gobierno Provisional Ruso sostenía un poder nominal, el Soviet de Petrogrado se oponía cada vez más a él. El Soviet estaba controlado por los mencheviques y los miembros del Partido Social-Revolucionario (Socialistas Revolucionarios, SR o esery), ambos  ubicados a la derecha del los bolcheviques. El Soviet decidió no forzar más cambios en el gobierno, debido a su creencia de que la Revolución de Febrero de 1917 era la “Revolución Democrática de Rusia” que se encargaría de la aplicación de reformas democráticas y conduciría a su vez a una revolución proletaria. Sin embargo, seguían siendo un organismo sumamente poderoso.
Como consecuencia de las ofensivas militares fracasadas en el verano de 1917 y las protestas en la capital, las tropas fueron llamadas a las ciudades a finales de agosto para restaurar el orden. En lugar de forzar la paz se unieron a las protestas, y el gobierno y los militares fueron aún más desacreditados.  Durante este tiempo, el apoyo al partido bolchevique estaba creciendo y una de sus principales figuras, León Trotski, fue elegida Presidente del Soviet de Petrogrado, que era también responsable de la defensa de la ciudad, y por lo tanto, de las fuerzas militares.
El 24 de octubre, el Gobierno Provisional se levantó contra los bolcheviques, arrestando a algunos activistas y destruyendo material propagandista. Los bolcheviques fueron capaces de representar estos actos como un ataque en contra la población y marcharon hacia el Gobierno Provisional, tomando el control el 25 de octubre. Los mencheviques y el sector derechista de los Socialistas Revolucionarios, indignados por los actos realizados por los bolcheviques, abandonaron el poder, dejándolo en control de los bolcheviques y de los Social-Revolucionarios de izquierda. El 25 de octubre de 1917 se estableció el Sovnarkom  para ser más tarde formalizado por la Constitución soviética de 1918 como el brazo administrativo del Congreso Panruso de los Soviets. El 6 de enero de 1918 el Comité Ejecutivo Central Panruso (VTsIK) había ratificado la disolución de la Asamblea Constituyente Rusa por los bolcheviques, que fue un intento de establecer la no-Bolchevique República Federativa Democrática de Rusia como la forma permanente de gobierno establecida en la Asamblea Constituyente Rusa celebrada entre el 5 al 6 de enero de 1917.

## La Guerra Civil Rusa
Antes de la revolución, la doctrina del centralismo democrático bolchevique argumentó que solo una organización muy unida y reservada podría derrocar al gobierno; después de la revolución, argumentaron que solo una organización puede prevalecer contra los enemigos externos e internos. La lucha contra la guerra civil obligaría al Partido a poner en práctica estos principios.
Argumentando que la revolución no necesitaba una mera organización parlamentaria, sino un partido de acción que funcionara como un órgano de dirección, una vanguardia de activistas, y un órgano central de control, el Décimo Congreso del Partido prohibió facciones dentro del partido, inicialmente solo con la intención de una medida temporal después de la conmoción de la Rebelión de Kronstadt. También se decidió que el partido debería ser un cuerpo de élite de revolucionarios profesionales dedicando sus vidas a la causa y al cumplimiento de sus decisiones con una disciplina de hierro, y así avanzar desplazando a los activistas leales que estuviesen a cargo de las instituciones políticas nuevas y viejas, las unidades del ejército, las fábricas, hospitales, universidades y proveedores de alimentos. En este contexto, el sistema de nomenklatura evolucionaría y se convertiría en una práctica estándar.
En teoría, este sistema iba a ser democrático ya que todos los principales órganos del partido serían elegidos desde abajo, pero también centralizado desde los cuerpos inferiores haría rendir cuenta a organizaciones superiores. En la práctica, el "centralismo democrático" era centralista, con decisiones de los órganos superiores vinculando a las decisiones de los órganos inferiores, y la composición de los cuerpos inferiores en gran medida determinado por los miembros de los superiores. Con el tiempo, los cuadros del partido se tornarían cada vez más ambiciosos y burocráticos. Los miembros del partido requerían exámenes, cursos especiales, campamentos especiales, escuelas, y los nombramientos de tres miembros existentes.
En diciembre de 1917, la Cheka fue fundada como la primera fuerza de seguridad interior bolchevique tras el fallido intento de asesinato de Lenin. Más tarde cambió de nombre a GPU, OGPU, MVD, NKVD y finalmente a KGB. Desde abril de 1995 sus funciones las realiza el Servicio Federal de Seguridad (FSB).

Pérdida de territorios del ex Imperio ruso a raíz del Tratado de Brest-Litovsk de marzo de 1918.

## Guerra Polaco-Soviética
La frontera entre la Segunda República Polaca, que había establecido un gobierno independiente inestable tras la Primera Guerra Mundial, y el antiguo imperio zarista, se hizo caótica por las repercusiones de las revoluciones rusa y la guerra civil. Józef Pilsudski en Polonia se prevé una nueva federación, Międzymorze, formando un bloque que lidera Polonia y Europa Oriental para formar un baluarte en contra de la RSFS de Rusia y Alemania, mientras que la RSFS de Rusia contempla llevar la revolución hacia el oeste por la fuerza. Cuando Piłsudski llevó a cabo un golpe militar en Ucrania en 1920 en alianza con las fuerzas de la República Popular Ucraniana, bajo el mando de Simon Petliura (véase Ofensiva de Kiev), fue recibido por una ofensiva del Ejército Rojo que conducía en territorio polaco casi a Varsovia. Sin embargo, Piłsudski detuvo el avance soviético en la Batalla de Varsovia, y se reanuda la ofensiva. La "Paz de Riga", firmado a principios de 1921 dividió el territorio de Bielorrusia y Ucrania entre Polonia y la Rusia soviética.

## Guerra Ucraniano-Soviética
La guerra soviético-ucraniana o guerra bolchevique-ucraniana (1917—1921) fue el conflicto militar entre la República Popular Ucraniana, firmante de su propio Tratado de Brest-Litovsk con los Imperios Centrales en febrero de 1918, y la Rusia Soviética por el control de Ucrania a la disolución del Imperio ruso tras la Revolución de Febrero de 1917.
En la misma se incluyen los combates entre las distintas entidades que se sucedieron en la dirección del movimiento independentista de Ucrania: la Rada Central de la República Popular Ucraniana, el Hetmanato de Pavló Skoropadski y el Directorio de Ucrania, continuador de la autoridad de la República Popular Ucraniana, contra el movimiento bolchevique ucraniano y tropas bolcheviques rusas transformadas en el Ejército Rojo.
Acaban con la derrota de los independentistas ucranianos, la incorporación de la región occidental de Ucrania a Polonia, y la constitución de la República Socialista Soviética de Ucrania como socio fundador de la URSS en 1922, firmante del Tratado de Creación de la URSS.

## La creación de la Unión Soviética
El 29 de diciembre de 1922 en una conferencia de plenipotenciarios de las delegaciones de la República Socialista Federativa Soviética de Rusia (RSFS de Rusia), la República Socialista Federativa Soviética de Transcaucasia, la RSS de Ucrania y la RSS de Bielorrusia aprobaron la Declaración de Creación de la URSS y el Tratado de Creación de la URSS, que forman la Unión de Repúblicas Socialistas Soviéticas. Estos dos documentos fueron ratificados por el 1.er Congreso de los Soviets de la URSS y firmados por Mijaíl Kalinin y Stalin, Mijaíl Frunze y Grigori Petrovski, Musambékov y Serguéi Kírov, y Aleksandr Cherviakov, respectivamente, entre otros firmantes, el 30 de diciembre de 1922.
Las Repúblicas Soviéticas que firmaron el Tratado de la Unión fueron, (las banderas y escudos de abajo son los de 1922):

## La Nueva Política Económica

Monedas soviéticas de 1924

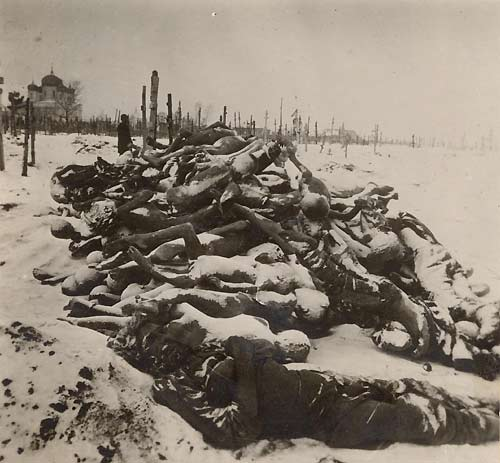
Cadáveres de las víctimas de la hambruna rusa en Buzuluk a unos pocos kilómetros de Sarátov.

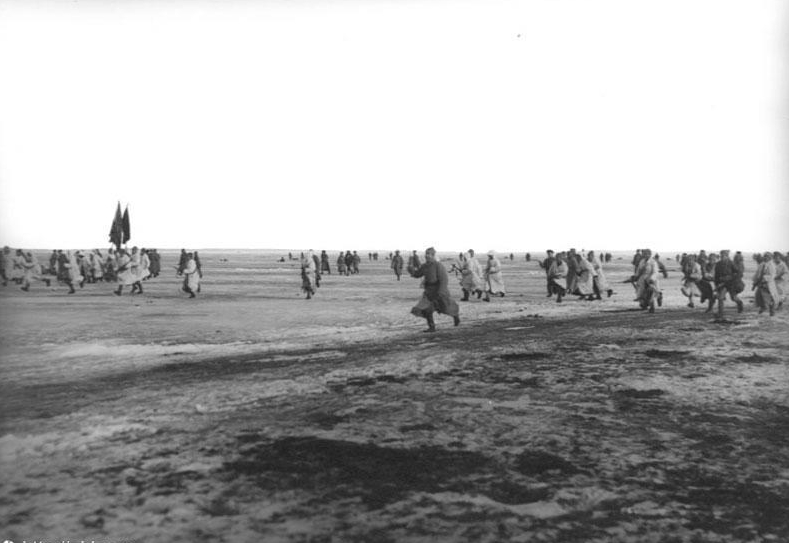
Tropas del Ejército Rojo atacando a los marineros alzados sobre las aguas congeladas del Mar Báltico durante la rebelión de Kronstadt, marzo de 1921.

Durante la Guerra Civil Rusa (1917-1921), los bolcheviques aprobaron el comunismo de guerra, que supuso la desintegración de los latifundios y la toma por la fuerza de los excedentes agrícolas. La rebelión de Kronstadt señaló la creciente impopularidad de la guerra al comunismo en el campo: en marzo de 1921, al final de la guerra civil, desilusionados marineros, principalmente campesinos que inicialmente habían sido los más firmes partidarios de los bolcheviques en el gobierno provisional, se rebelaron contra el nuevo régimen. Aunque el Ejército Rojo, comandado por León Trotski, atravesó el hielo sobre el mar Báltico helado para aplastar rápidamente la rebelión, este signo de creciente descontento obligó al Partido Obrero Socialdemócrata de Rusia a fomentar una amplia alianza de la clase obrera y el campesinado (ochenta por ciento de la población), a pesar de la facción de izquierda del partido que favoreció a un régimen que exclusivamente representaba los intereses del proletariado revolucionario. En el Décimo Congreso del Partido se decidió poner fin al "comunismo de guerra" e instaurar la Nueva Política Económica (NEP), en la que el Estado permitió un mercado limitado de existir. Pequeñas empresas privadas se les permitió y restricciones a la actividad política fueron un tanto aliviado.
Sin embargo, el paso clave fue el control de los excedentes agrícolas. En lugar de que los excedentes agrícolas simplemente fuesen requisados con el fin de alimentar a la población urbana (el sello del comunismo de guerra), la NEP permitió a los campesinos vender sus excedentes de producción en el mercado abierto. Mientras tanto, el Estado aún mantenía la propiedad estatal de lo que Lenin considera las "instancias" de la economía: la industria pesada, como el carbón, el hierro, y los sectores metalúrgico, junto con la banca y los componentes financieros de la economía. Bajo la NEP, industrias como Estado sería en gran parte libres de tomar sus decisiones económicas propias.
La NEP soviética (1921-1929) fue esencialmente un período de socialismo de mercado "similar a las reformas de Deng Xiaoping en la China comunista después de 1978, en que ambos le otorgaron un papel limitado a los empresarios privados y los mercados basados en el comercio y los precios, en vez de planearlos completamente centralizados". Un dato interesante es que, durante la primera reunión a principios de 1980 entre Deng Xiaoping y Armand Hammer, un industrial estadounidense que formó parte como uno de los inversores prominentes en la Unión Soviética de Lenin, Deng presionó a Hammer para que le brindara la mayor cantidad de información sobre la NEP como sea posible.
Durante el período de la NEP, no solo la producción agrícola se recuperó hasta los niveles alcanzados antes de la revolución bolchevique, sino que los superó. La desintegración de las relaciones cuasi-feudales entre terratenientes y agricultores del campo de la era zarista dio sus mayores incentivos para que los campesinos maximizaran la producción. Ahora podrían vender sus excedentes en el mercado abierto, y el gasto de ese dinero obtenido por los campesinos daría un impulso a los sectores de fabricación en las zonas urbanas. Como resultado de la NEP, y la desintegración de los latifundios, el Partido Comunista logró consolidar su poder entre 1917-1921, a la vez que la Unión Soviética se convirtió en el mayor productor mundial de grano.
La agricultura, sin embargo, logró recuperarse de la guerra civil más rápidamente que la industria pesada. Las fábricas, gravemente dañadas por la guerra civil y la depreciación del capital, eran mucho menos productivas. Además, la organización de las empresas en fideicomisos o sindicatos que representan a un sector determinado de la economía podría contribuir a los desequilibrios entre la oferta y la demanda asociada a los monopolios. Debido a la falta de incentivos presentado por la competencia del mercado, y con poco o ningún control del Estado sobre sus políticas internas, los fideicomisos podían vender sus productos a precios más altos.
La recuperación más lenta de la industria plantearía algunos problemas para los campesinos, que representaban el 80% de la población. Dado que la agricultura era relativamente más productiva, los índices de precios relativos de los productos industriales fueron más altos que las de productos agrícolas. El resultado de esto fue lo que Trotski consideró como la crisis "tijera", por la forma similar a unas tijeras de la gráfica que representa los cambios en los índices de precios relativos. En pocas palabras, los campesinos tendrían que producir más granos para comprar bienes de consumo en las zonas urbanas. Como resultado, algunos campesinos retuvieron los excedentes agrícolas en previsión de mayores precios, lo que contribuyó a una leve escasez en las ciudades. Esto, por supuesto, es el comportamiento del mercado especulativo, que fue mal visto por muchos cuadros del partido comunista, que consideraba la explotación de los consumidores urbanos.
Mientras tanto, el partido tomó medidas constructivas para contrarrestar la crisis, tratando de bajar los precios para los productos manufacturados y estabilizar la inflación, mediante la imposición de controles de precios sobre los principales bienes industriales y las divisiones o fideicomisos con el fin de aumentar la eficiencia económica.

## La muerte de Lenin y el fin de la NEP

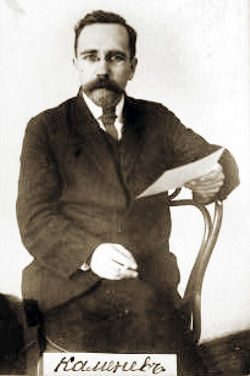
Lev Kámenev

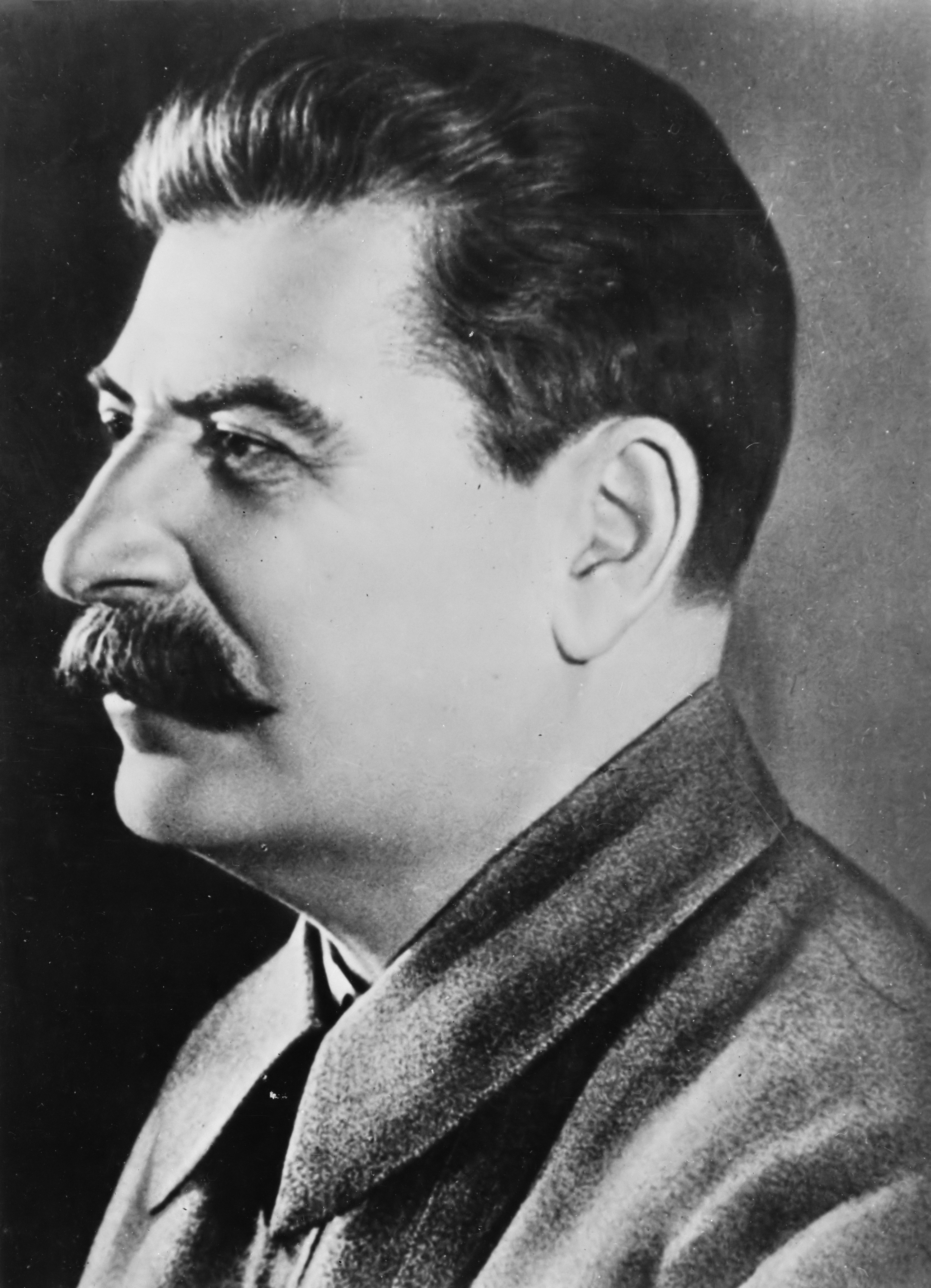
Iósif Stalin

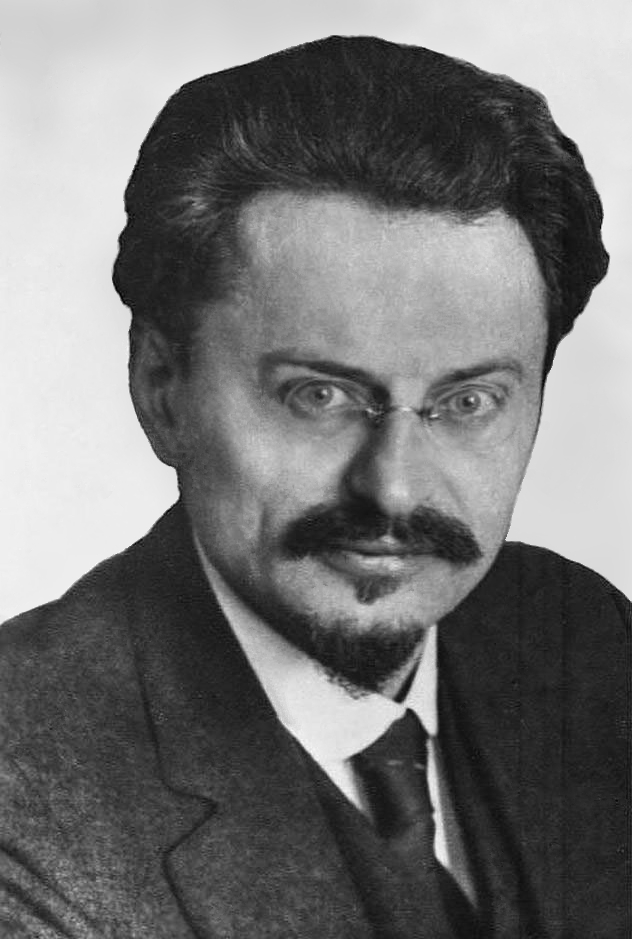
León Trotski

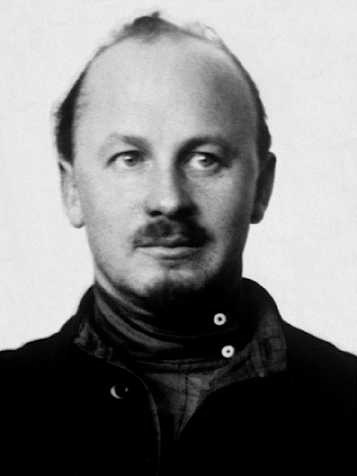
Nikolái Bujarin

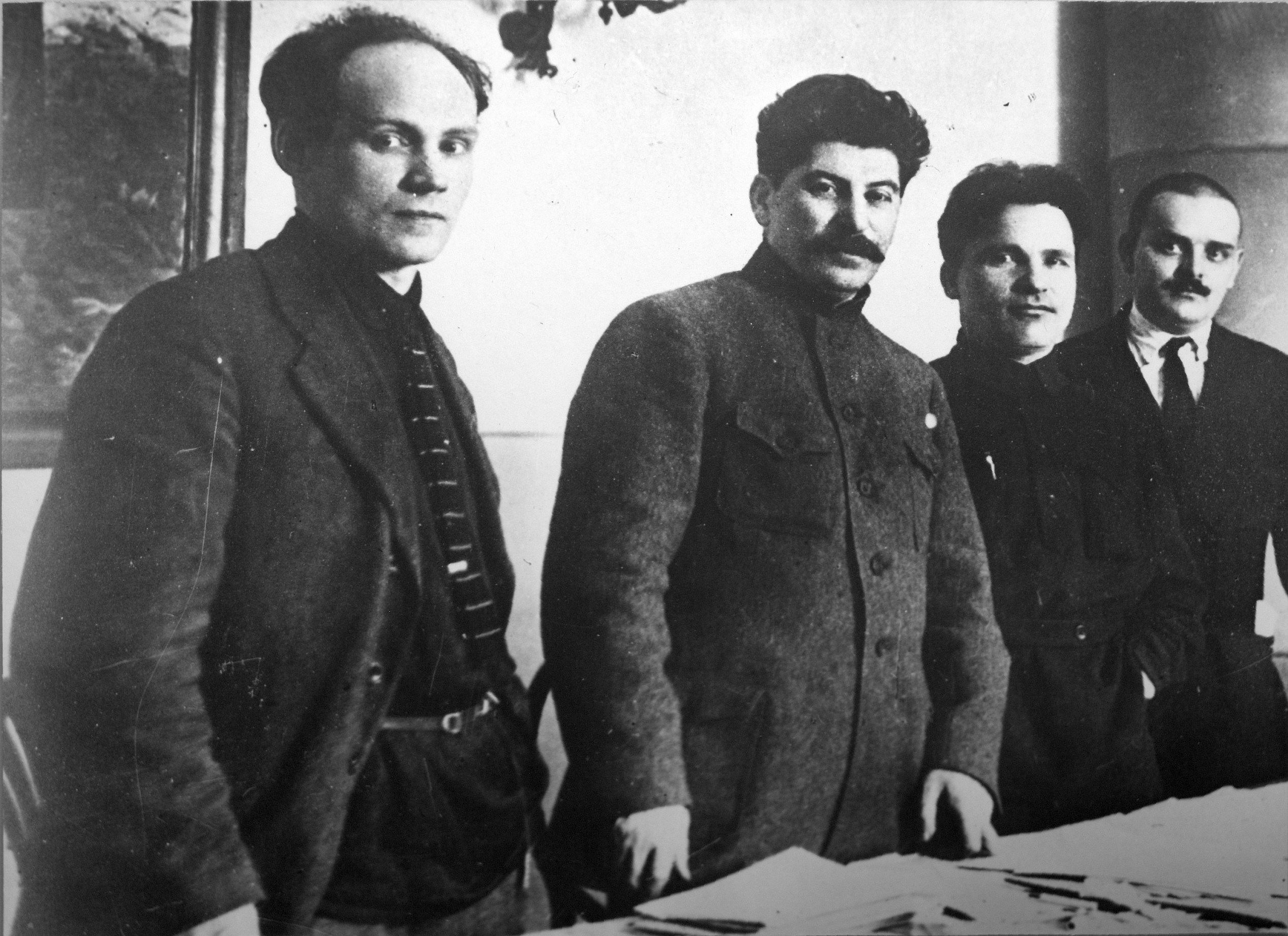
Nikolái Antípov, Iósif Stalin, Serguéi Kírov y Nikolái Shvérnik (de izda. a dcha.), durante el enfrentamiento con Zinóviev, Leningrado, ca. 1925

Como resultado de la enfermedad de Lenin, la posición de secretario general se hizo más importante de lo que se había previsto originalmente y creció el poder de Stalin. A raíz del tercer ataque cerebrovascular de Lenin, una "troika" compuesta por Stalin, Zinóviev y Kámenev surgió para tomar día a día el liderazgo del partido y del país y tratar de bloquear a Trotski de la toma del poder. Lenin, sin embargo, se encontró cada vez más inquieto por Stalin y, tras su accidente cerebrovascular en diciembre de 1922 dictó una carta en la que criticaba a Stalin incitando a su destitución como secretario general. Stalin era consciente del Testamento de Lenin y actuó para mantener a Lenin en aislamiento por razones de salud y aumentar su control sobre el aparato del partido.
Zinóviev y Bujarin se preocuparon por aumentar el poder de Stalin y propusieron al Orgburó que Stalin dirigiera la supresión mientras que Zinóviev y Trotski se añadirían a la secretaría del partido, lo que disminuiría el papel de Stalin como secretario general. Stalin reaccionó con furia y el Orgburó se mantuvo, pero Bujarin, Trotski y Zinóviev fueron agregados al cuerpo.
Debido a las crecientes diferencias políticas con Trotski y su Oposición de Izquierda en el otoño de 1923, la "troika" de Stalin, Zinóviev y Kámenev se reunieron. En el XII Congreso del partido en 1923, Trotski no hizo uso del Testamento de Lenin como una herramienta contra Stalin, por temor de poner en peligro la estabilidad del partido.
Lenin murió en enero de 1924 y en mayo su testamento fue leído en voz alta en el Comité Central, pero Zinóviev y Kámenev argumentaron que las objeciones de Lenin habían demostrado ser infundadas y que Stalin debía seguir siendo secretario general. El Comité Central decidió no publicar el testamento.
Mientras tanto, la campaña contra Trotski se intensificó y fue removido del cargo de Comisario del Pueblo de la Guerra antes de que hubiera finalizado el año. En 1925, Trotski fue denunciado por su ensayo Lecciones de Octubre, en el que criticó a Zinóviev y Kámenev por haberse opuesto a los planes de Lenin para la insurrección de 1917. Trotski fue denunciado también por su teoría de la revolución permanente, que contradecía la posición de Stalin de que el socialismo se podía construir en un solo país, Rusia, sin una revolución mundial. Como las perspectivas de una revolución en Europa, especialmente en Alemania, eran cada vez menos probables en la década de 1920, la posición teórica de Trotski se comenzaron a volver cada vez más pesimistas en cuanto al éxito del socialismo ruso se refería.
Con la dimisión de Trotski como Comisario de Guerra, la unidad de la troika empezó a desmoronarse. Zinóviev y Kámenev nuevamente empezaron a temer el poder de Stalin y sintieron que sus posiciones estaban amenazadas. Stalin pasó a formar una alianza con Bujarin y sus aliados de la derecha de la parte que apoyaba la nueva política económica y alentó una desaceleración en los esfuerzos de industrialización y una tendencia a alentar a los campesinos para aumentar la producción a través de incentivos de mercado. Zinóviev y Kámenev denunciaron esta política como un retorno al capitalismo. El conflicto estalló en el XIV Congreso del Partido celebrado en 1925 con Zinóviev y Kámenev protestando contra las políticas dictatoriales de Stalin y tratando de revivir el tema del Testamento de Lenin que habían enterrado previamente. Stalin ahora empleó las anteriores críticas de Trotski a Zinóviev y Kámenev degradándolos y trayendo a aliados como Mólotov, Voroshílov y Mijaíl Kalinin. Trotski fue expulsado del Politburó en 1926. El XIV Congreso también vio los primeros desarrollos del culto a la personalidad de Stalin declarando a Stalin como "líder" por primera vez y convirtiéndolo en el objeto de efusivos elogios de los delegados.
Trotski, Zinóviev y Kámenev formaron una oposición unida en contra de la política de Stalin y Bujarin, pero que había perdido influencia como resultado de las disputas partidistas internas y, en 1927, Trotski, Zinóviev y Kámenev fueron expulsados del Comité Central. En noviembre, antes de la celebración del XV Congreso del Partido, Trotski y Zinóviev fueron expulsados del Partido Comunista tratando Stalin de negar a la oposición, posibilidad alguna de hacer pública su lucha. Para cuando el Congreso finalmente se convocó en 1927, Zinóviev capituló ante Stalin y retractándose de su adhesión anterior a la oposición que definió como "anti-leninista" y los pocos miembros restantes, aún leales a la oposición, fueron objeto de insultos y humillaciones. A principios de 1928, Trotski y otros miembros líderes de la oposición de izquierda habían sido condenados al exilio interior.
Stalin contra Bujarin trasladado ahora al apropiarse de Trotski críticas de sus políticas de derecha y promovió una nueva línea general favorece la colectivización del campesinado y la rápida industrialización de la industria obligando a Bujarin y sus partidarios en una Oposición de Derecha.
En la reunión del Comité Central, celebrada en 1928, Bujarin y sus partidarios sostuvieron que las nuevas políticas de Stalin podrían causar una ruptura con el campesinado. También se refirió Bujarin al Testamento de Lenin. Mientras que Bujarin tenía el apoyo de la organización del partido en Moscú y el liderazgo de varios comisariados, el control de Stalin de la Secretaría general fue decisiva, ya que permitía a Stalin manipular las elecciones a cargos del partido en todo el país dándole el control sobre una gran parte del Comité Central. La Oposición de Derecha fue derrotada y Bujarin intentó formar una alianza con Kámenev y Zinóviev, pero ya era demasiado tarde.